# Borís Timoféevič Štókolov
Borís Timoféevič Štókolov (in russo Бори́с Тимофе́евич Што́колов?; Kuzneck, 19 marzo 1930 – San Pietroburgo, 6 gennaio 2005) è stato un basso russo e sovietico, uno dei più grandi bassi del XX secolo.

## Biografia
Boris Shtokolov è nato nell'insediamento di Kuzedeyevo nel Distretto Gorno-Shorsky dell'Okrug Kuzneck nella Russia siberiana, Territorio di Krasnojarsk, ora nel distretto di Novokuznetsky nell'Oblast' di Kemerovo. Nel 1949 entrò al Conservatorio statale degli Urali a Sverdlovsk (ora Ekaterinburg), ma voleva diventare un pilota militare. Georgij Konstantinovič Žukov, dopo aver ascoltato la sua voce disse: Ci sono molti ragazzi come te nell'aviazione, ma nel canto lirico sei unico. Nel 1950 e nel 1951 cantava alla Società Filarmonica di Sverdlovsk prima di diventare solista al Teatro dell'Opera e del Balletto di Sverdlovsk. Nel 1959 fu invitato al Teatro Mariinskij di Leningrado (oggi San Pietroburgo), dove si guadagnò fama mondiale come solista di primo piano dal 1959 al 1989. Al Teatro Mariinsky ha cantato un gran numero di ruoli, come Ruslan, Don Basilio, Boris Godunov, Ivan Susanin, il ruolo principale in The Demon di Anton Rubinštejn, il Principe Gremin, Mefistofele e molti altri.
Morì il 6 gennaio 2005 a San Pietroburgo e fu sepolto nella Literatorskie Mostki del cimitero di Volkovo.
Boris Shtokolov è stato anche un importante teorico del canto lirico e delle tecniche di respirazione. Nel 1995 ha pubblicato il libro Brucia, brucia, mia stella: come cantare.

## Onorificenze
- Artista del popolo dell'Unione Sovietica (1966)[1]
- Premio di Stato dell'Unione Sovietica (1981)
- Ordine di Lenin (1980)
- Ordine della Rivoluzione d'ottobre (1983)
- Ordine della Bandiera rossa del lavoro (twice)
- Ordine della Guerra patriottica (2nd class)
- Membro Onorario dell'Accademia Slava
- Cittadino onorario dell'Oblast' di Kemerovo (2002)[2]